# Teuchestes wicheri
Teuchestes wicheri är en skalbaggsart som beskrevs av Dellacasa och Johnson 1983. Teuchestes wicheri ingår i släktet Teuchestes och familjen Aphodiidae. Inga underarter finns listade i Catalogue of Life.